# Les Království
Der Les Království (deutsch Königreichwald) ist ein Waldgebiet in Tschechien. Es befindet sich nördlich der Stadt Dvůr Králové nad Labem und wird von der Elbe durchflossen.
Nach der Besiedlung des ostböhmischen Riesengebirgsvorlandes um Trutnov blieb der Königreichwald als ein Relikt des alten böhmischen Grenzwaldes erhalten und es entstanden nur kleinere Ansiedlungen.
Im südlichen Teil wurden nach der Ablösung der Patrimonialherrschaften in der Mitte des 19. Jahrhunderts die vier Königreichgemeinden gebildet.
- Königreich I / Království I umfasste die Dörfer Neu Koken / Nový Kohoutov, Neu Rettendorf / Nové Kocbeře, Neu Söberle, auch Neu Kränke genannt / Nové Záboří und Weiberkränke / Výšinka sowie die Fünfhäuser.
- Königreich II / Království II bestand aus Hegerbusch / Hájemství  und Oberdöberney / Horní Debrné.
- Zur Gemeinde Königreich III / Království III gehörten die Orte Neu Nemaus / Nový Nemojov und Ober Nemaus / Horní Nemojov sowie die Stückhäuser.
- Königreich IV / Království IV wurde aus den Dörfern Hintermastig / Zadní Mostek und Vordermastig / Přední Mostek gebildet.

In den Jahren 1910 bis 1920 wurde zwischen Nový Nemojov und Podháj die Talsperre Les Království errichtet, in der die Elbe gestaut wird.
Während die rechtselbische Gemeinde Königreich IV bereits 1925 im Zuge der Schaffung der Gemeinde Mastig aufgelöst wurde, bestanden die drei linkselbischen Königreiche bis nach dem Zweiten Weltkrieg und wurden dann durch neue Gemeindestrukturen ersetzt und die Gemeinden Nemojov und Vítězná geschaffen. Teile der drei früheren Království kamen zu Mostek, Hajnice, Kocbeře und Kohoutov. Weitere Gemeinden im Les Království sind  Choustníkovo Hradiště, Borovnice, Borovnička.
Am nördlichen Rand des Waldes liegt der ehemalige Wallfahrtsberg Svatá Kateřina. Auf dem benachbarten Bradlo befinden sich Reste einer hochmittelalterlichen Burg, die als eine der Lokalisationen der verschollenen Burg Hostin Hradec betrachtet wird.
Koordinaten: 50° 28′ 26,4″ N, 15° 46′ 30″ O